# Dirk Holemans
Dirk Holemans (Mortsel, 26 mei 1965) is een Belgisch publicist, coördinator van de sociaal-ecologische denktank Oikos, hoofdredacteur van het gelijknamig tijdschrift en voormalig politicus.

## Levensloop
Holemans studeerde in 1989 af als ingenieur in de scheikunde en landbouwindustrieën, optie biochemie en waterzuivering aan de Rijksuniversiteit Gent en voltooide er daarna in 1992 een kandidatuur in de wijsbegeerte en in 2010 een master in de bedrijfseconomie, optie management van overheidsorganisaties.
Holemans startte zijn loopbaan als onderzoeker aan het Technion (Israel Institute for Technology) in Haifa in 1989. Vervolgens werkte hij van 1990 tot 1997 als onderzoeker Milieu- en Techniekfilosofie bij prof. Etienne Vermeersch aan de Rijksuniversiteit Gent en was hij van 1997 tot 1999 docent Ingenieursethiek aan de TU Delft. Tezelfdertijd was hij onderzoeker Milieu & Besluitvorming aan de Universiteit Antwerpen. In 1996 was hij oprichtend hoofdredacteur van het sociaal-ecologische tijdschrift Oikos. In 2009 werd hij tevens directeur-coördinator van de gelijknamige denktank, die de maatschappelijke discussie over sociaal-ecologische uitdagingen op langere termijn wil aanzwengelen.
Bij de tweede rechtstreekse Vlaamse verkiezingen van 13 juni 1999 werd hij voor de groene partij Agalev verkozen in de kieskring Gent-Eeklo. Hij bleef Vlaams volksvertegenwoordiger tot juni 2004, toen hij als eerste opvolger op de Groen!-lijst voor de Vlaamse verkiezingen van 13 juni 2004 stond. In het Vlaams Parlement was hij van 1999 tot 2003 ondervoorzitter van de commissie Binnenlandse Aangelegenheden, Huisvesting en Stedelijk Beleiden lid van de commissie Institutionele en Bestuurlijke Hervorming en Ambtenarenzaken. Als parlementslid schonk hij aandacht aan de invoering van het verzoekschrift op gemeentelijk niveau. In 2004 schreef hij hiervoor een voorstel van decreet. Alhoewel dit recht vermeld werd in de grondwet, bleef het tot dan voor de burger onmogelijk om er ten aanzien van de gemeenteraad gebruik van te maken. Het voorstel werd opgenomen in het gemeentedecreet en is sinds 1 januari 2007 van toepassing in Vlaanderen. 
In juni 2003 volgde hij Jos Geysels op als politiek secretaris en dus feitelijk voorzitter van zijn partij, in navolging van de zware verkiezingsnederlaag van Agalev in mei 2003, waarbij de partij al haar federale parlementsleden verloor. Holemans bleef aan als politiek secretaris tot in november 2003, toen Vera Dua formeel werd verkozen als partijvoorzitter en Agalev werd herdoopt tot Groen!. 
In de periode 2005-2007 was Holemans zakelijk leider van het Gents sociaal-artistiek huis Victoria Deluxe. Van 2008 tot 2009 werkte hij vervolgens als beleidsadviseur voor duurzame mobiliteit bij de Vlaamse overheid en sinds 2010 is hij parlementair adviseur voor de Groen(!)-fractie in het Vlaams Parlement. Van 2019 tot 2024 was hij tevens co-voorzitter van de Green European Foundation, een Europese denktank die burgers wil aanmoedigen om deel te nemen aan politieke discussies rond groene en sociaal-ecologische thema's en een sterkere, meer participatieve Europese democratie wil smeden. 
Bij de gemeenteraadsverkiezingen van oktober 2012 stond Holemans in Gent op de sp.a-Groen-lijst en werd met 2601 voorkeurstemmen verkozen. Holemans werd in de nieuwe gemeenteraad fractieleider van Groen. Eind 2014 gaf hij het fractieleiderschap door aan Bram Van Braeckevelt. Begin 2018 kondigde Holemans aan niet meer deel te nemen aan de gemeenteraadsverkiezingen van dat jaar. De combinatie met het leiden van Oikos werd te veel. Met oog op het opwaarderen van het onbetaalde werk van gemeenteraadsleden, had hij meermaals (tevergeefs) geopperd om deze functie uit te betalen als halftijdse functie.